# Йони

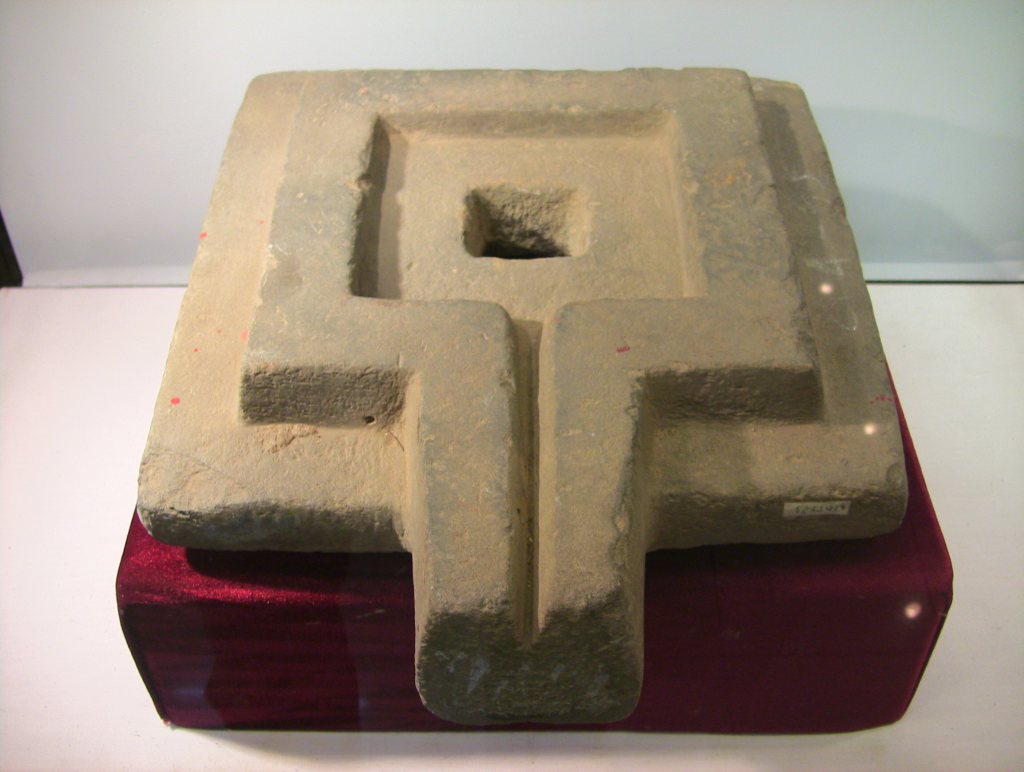
Каменная йони, найденная в Лам Донге, Вьетнам

Йо́ни (санскр. योनि, IAST: yoni) — санскритский термин, часто используемый для обозначения влагалища (как, например, в «Камасутре»), вульвы, матки. В буквальном переводе означает «чрево», «место рождения», «исток».
Слово имеет большое количество различных значений — как в мирском контексте, так и в религиозном: «источник, происхождение, место отдыха, сиденье, вместилище, влагалище, хранилище, жилище, дом, гнездо».
В индуизме йони олицетворяет женское воспринимающее начало, пассивный принцип, выступающий как противоположность активному мужскому принципу, которым является лингам (одно из значений этого слова — «фаллос», санскр., бенг. и др. яз.).
Йони символизирует Шакти (Божественную энергию) и другие женские аспекты божества. В более широком значении йони олицетворяет всё, что «пусто внутри», воспринимающее или вогнутое.
Американский исследователь мифологии и архетипов Джозеф Кэмпбелл ассоциирует йони с «Кали, чёрной богиней-кровопийцей, супругой Шивы». Другие исследователи (К. Г. Юнг, М. Элиаде, например) связывали Йони с Дургой и др. женскими персонажами индусского пантеона.
Самые древние археологические находки, которые принято считать йони и лингамом, были обнаружены при раскопках в Хараппе и Мохенджо-Даро и относятся к периоду цивилизации долины реки Инд. Есть основания полагать, что культ йони и лингама был воспринят пришедшими с севера индоариями от автохтонного населения Индии во втором тысячелетии до н. э.
Алтари в храмах древнего Египта имеют большое сходство в форме с йони, ритуал также включает в себя возлияние жидкостью (вином) на алтарь жрецом храма. Возможно имели место торговые контакты древнего Египта и древней Индии и влияния культа.